# East African Airways

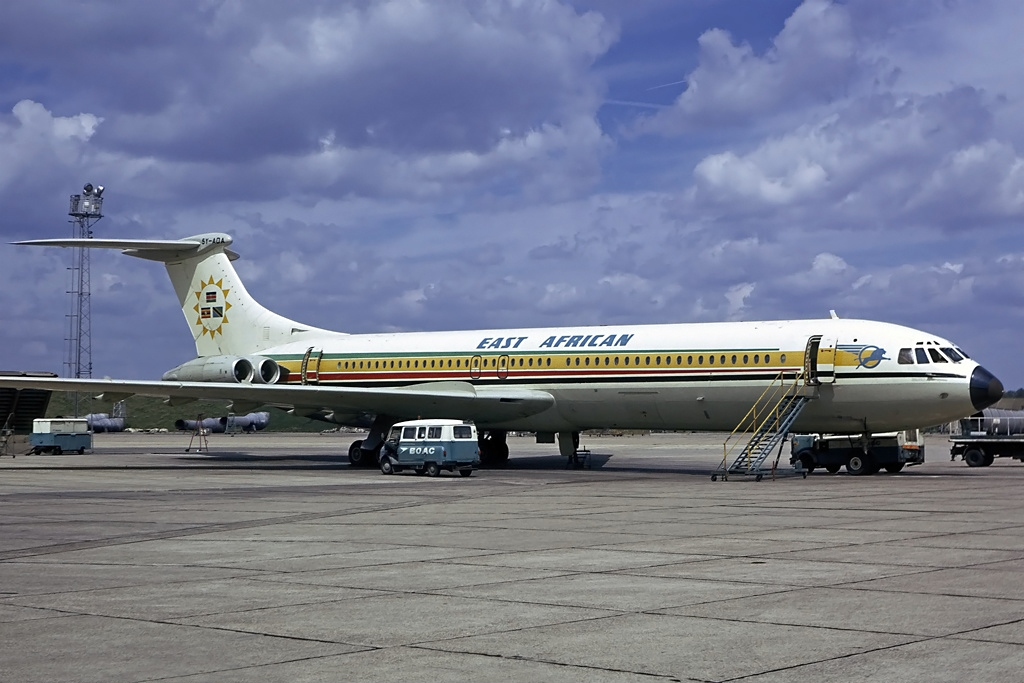
EAAC Vickers Super VC10
, 1974

East African Airways (EAAC) var ett östafrikanskt flygbolag som grundades år 1946 och fram till 1977 ägdes och drevs gemensamt av de tre nationerna Kenya, Uganda och Tanzania, inom ramen för Östafrikanska gemenskapen. När Östafrikanska gemenskapen lades på is upplöstes också flygbolaget, som ersattes med Kenya Airways, Uganda Airlines och Air Tanzania i de respektive länderna.

## Flotta
- Boeing 707-321
- Canadair North Star
- de Havilland Comet 4
- DHC-6 Twin Otter
- Douglas DC-3/C-47
- Douglas DC-9-32
- Fokker F27 Friendship
- Vickers Super VC10